# Emigrantkyrkja (Sletta)

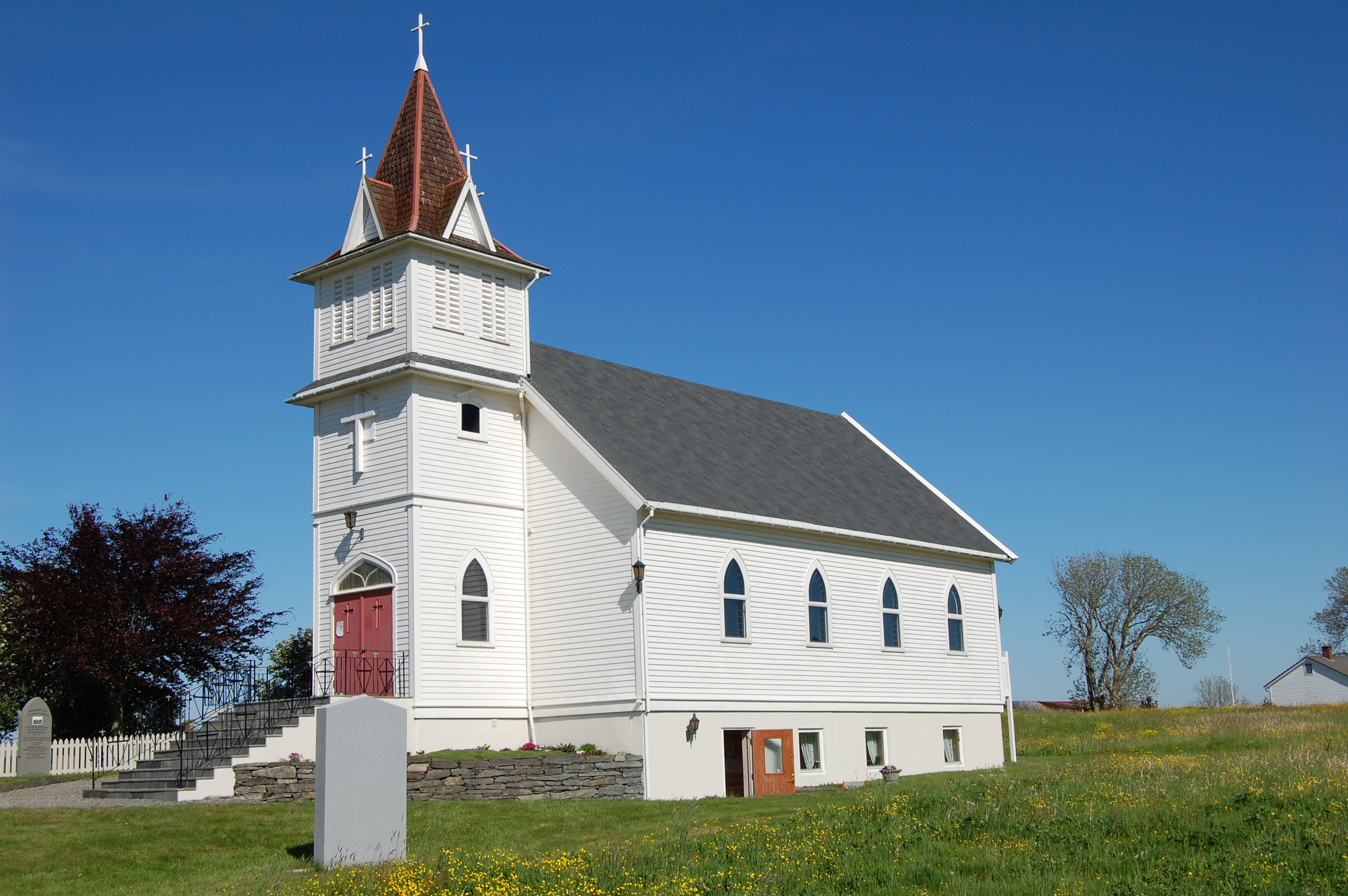
Die Emigrantkyrkja zu Sletta

Die Emigrantkyrkja (deutsch: Emigrantenkirche) ist ein evangelisch-lutherisches Gotteshaus, das aus den USA nach Sletta auf die Insel Radøy (Norwegen) überführt worden ist.

## Geschichte
Die Kirche wurde ursprünglich als Brampton Lutheran Church als Pfarrkirche lutherischer Einwanderer aus Norwegen in Brampton (Sargent County) in North Dakota in den USA errichtet. Die Grundsteinlegung erfolgte 1908, die Fertigstellung 1921. 1960 wurde eine grundlegende Renovierung durchgeführt. 1997 wurde die Kirche in Brampton niedergelegt und originalgetreu in Sletta auf der Insel Radøy wieder aufgebaut. Dort bildet sie heute einen Bestandteil des Westnorwegischen Emigrantenzentrums. Sie ist gleichzeitig neu geweiht worden und dient auch als Gemeindekirche.